# Hells Bells
«Hells Bells» (Campanas del infierno) es la primera canción del álbum Back In Black (1980) de AC/DC, primer disco tras la muerte de Bon Scott, y primer disco en el cual Brian Johnson es el cantante.
La canción comienza con cuatro campanadas, y luego la introducción tocada por Angus Young en la guitarra principal. Paulatinamente empiezan a aparecer Malcolm Young, con una segunda guitarra, el bajo de Cliff Williams y la batería de Phil Rudd.
La introducción de esta canción inspiró a Metallica a crear su canción "For Whom the Bell Tolls". [cita requerida]
La canción fue escrita como homenaje para el excantante de AC/DC (ya fallecido), Bon Scott.
La canción aparece también en el álbum Who Made Who.
Tras el ataque terrorista del 11 de septiembre, el tema figuró en la lista de canciones inapropiadas post 9-11, distribuida por Clear Channel.
La canción se usa como tema del Camión monstruo Son Uva Digger.
También es usada como himno por el FC St. Pauli (equipo de fútbol alemán).
La canción se menciona en el Capítulo 31 del libro Vientos de Salem de Melissa de la cruz.